# John Holland
John Michael Joseph Holland (New York, 6 novembre 1988) è un cestista statunitense con cittadinanza portoricana.

## Carriera
Con Porto Rico ha disputato tre edizioni dei Campionati americani (2011, 2013, 2015).

## Statistiche

### College
| Anno      | Squadra         | PG  | PT  | MP   | TC%  | 3P%  | TL%  | RP  | AP  | PRP | SP  | PP   |
| --------- | --------------- | --- | --- | ---- | ---- | ---- | ---- | --- | --- | --- | --- | ---- |
| 2007-2008 | Boston Terriers | 30  | 18  | 25,7 | 43,8 | 33,1 | 64,9 | 5,0 | 1,0 | 1,5 | 0,3 | 11,4 |
| 2008-2009 | Boston Terriers | 30  | 29  | 35,5 | 46,4 | 39,6 | 76,9 | 5,5 | 1,1 | 1,8 | 0,3 | 18,1 |
| 2009-2010 | Boston Terriers | 35  | 29  | 34,4 | 45,9 | 35,7 | 85,1 | 6,1 | 1,1 | 1,6 | 0,3 | 19,2 |
| 2010-2011 | Boston Terriers | 34  | 32  | 33,9 | 38,6 | 33,0 | 86,0 | 5,8 | 1,6 | 1,4 | 0,3 | 19,2 |
| Carriera  | Carriera        | 129 | 108 | 32,5 | 43,4 | 35,5 | 80,7 | 5,6 | 1,2 | 1,6 | 0,3 | 17,1 |

### NBA

#### Regular Season
| Anno      | Squadra             | PG | PT | MP  | TC%  | 3P%  | TL%  | RP  | AP  | PRP | SP  | PP  |
| --------- | ------------------- | -- | -- | --- | ---- | ---- | ---- | --- | --- | --- | --- | --- |
| 2017-2018 | Cleveland Cavaliers | 24 | 0  | 7,3 | 28,8 | 30,6 | 69,2 | 1,0 | 0,2 | 0,3 | 0,1 | 2,3 |
| 2018-2019 | Cleveland Cavaliers | 1  | 0  | 1,0 | -    | -    | -    | 0,0 | 0,0 | 0,0 | 0,0 | 0,0 |
| Carriera  | Carriera            | 25 | 0  | 7,0 | 28,8 | 30,6 | 69,2 | 1,0 | 0,2 | 0,3 | 0,1 | 2,2 |

### G League
| Anno      | Squadra       | PG  | PT  | MP   | TC%  | 3P%  | TL%  | RP  | AP  | PRP | SP  | PP   |
| --------- | ------------- | --- | --- | ---- | ---- | ---- | ---- | --- | --- | --- | --- | ---- |
| 2015-2016 | Canton Charge | 37  | 30  | 30,2 | 52,0 | 36,9 | 85,2 | 3,1 | 2,0 | 1,2 | 0,2 | 16,0 |
| 2016-2017 | Canton Charge | 37  | 37  | 38,8 | 48,1 | 34,6 | 88,1 | 4,7 | 3,0 | 1,5 | 0,2 | 22,9 |
| 2017-2018 | Canton Charge | 23  | 23  | 34,2 | 41,9 | 36,1 | 75,9 | 3,9 | 2,9 | 1,6 | 0,3 | 18,8 |
| 2018-2019 | Canton Charge | 2   | 2   | 28,3 | 45,8 | 28,6 | 100  | 0,0 | 0,5 | 1,5 | 0,0 | 14,0 |
| 2018-2019 | Austin Spurs  | 38  | 18  | 29,0 | 42,3 | 37,6 | 84,4 | 3,1 | 2,7 | 1,4 | 0,2 | 15,9 |
| Carriera  | Carriera      | 137 | 110 | 32,9 | 46,3 | 36,1 | 84,7 | 3,6 | 2,6 | 1,4 | 0,2 | 18,3 |

### Eurolega
| Anno      | Squadra      | PG | PT | MP  | TC%  | 3P%  | TL%  | RP  | AP  | PRP | SP  | PP  |
| --------- | ------------ | -- | -- | --- | ---- | ---- | ---- | --- | --- | --- | --- | --- |
| 2022-2023 | Stella Rossa | 22 | 5  | 9,4 | 39,7 | 39,0 | 87,5 | 0,8 | 0,4 | 0,4 | 0,0 | 3,6 |
| Carriera  | Carriera     | 22 | 5  | 9,4 | 39,7 | 39,0 | 87,5 | 0,8 | 0,4 | 0,4 | 0,0 | 3,6 |

### Eurocup
| Anno      | Squadra         | PG | PT | MP   | TC%  | 3P%  | TL%  | RP  | AP  | PRP | SP  | PP   |
| --------- | --------------- | -- | -- | ---- | ---- | ---- | ---- | --- | --- | --- | --- | ---- |
| 2012-2013 | Real Betis      | 12 | 8  | 25,9 | 38,5 | 32,6 | 81,5 | 1,9 | 2,5 | 1,0 | 0,1 | 10,1 |
| 2013-2014 | BCM Gravelines  | 13 | 13 | 29,5 | 38,5 | 32,0 | 100  | 3,7 | 1,5 | 1,4 | 0,2 | 9,9  |
| 2014-2015 | Beşiktaş        | 15 | 7  | 23,8 | 38,5 | 26,7 | 78,0 | 2,8 | 1,3 | 0,6 | 0,0 | 8,7  |
| 2020-2021 | UNICS Kazan'    | 21 | 15 | 22,3 | 46,3 | 43,4 | 81,4 | 2,3 | 1,7 | 0,9 | 0,1 | 10,3 |
| 2021-2022 | Bursaspor       | 8  | 0  | 23,9 | 40,3 | 40,8 | 85,0 | 3,6 | 1,4 | 0,5 | 0,0 | 11,4 |
| 2023-2024 | Hapoel Tel Aviv | 14 | 3  | 15,4 | 48,5 | 42,2 | 90,9 | 2,0 | 0,5 | 0,4 | 0,1 | 6,8  |
| Carriera  | Carriera        | 83 | 46 | 23,2 | 41,7 | 37,4 | 83,9 | 2,6 | 1,5 | 0,8 | 0,1 | 9,4  |

## Palmarès

### Squadra
- Campionato serbo: 1

Stella Rossa: 2022-2023
- Coppa di Israele: 1

Hapoel Gerusalemme: 2019-2020
- Coppa di Serbia: 1

Stella Rossa: 2023

### Individuale
- NBA Development League Impact Player of the Year Award (2017)
- All-NBDL Third Team (2017)